# Castillo de Roqueta
El castillo de Roqueta es un edificio de la población de Sant Martí de Tous en la comarca catalana de Noya (provincia de Barcelona). Está declarado Bien Cultural de Interés Nacional.

## Descripción
El topónimo "Ipsa Rocheta" del 960, es expresivo, por lo pronto, del carácter montañoso y estratégico de este castillo. Situado en un sector de "la Marca", fue construido contra los sarracenos. Dista una hora y media del núcleo del poblado de Sant Martí de Tous.
No se conserva casi nada, excepto restos de la base, construido sobre roca y un muro común al de los escasos restos de la capilla del castillo de la cual se conserva el mencionado muro y algunas arcadas de medio punto. Esta última parte, denota un trabajo regular de piedra, no muy grande y desigual. Permanece un arco de medio punto.
De todos modos, para poder llegar a los pocos escombros que quedan, hay dificultades, puesto que la vegetación cubre el recinto.

## Historia
Documentado desde el 960, también sale mencionado como señal de los límites del castillo de Queralt el 976.
El año 1018, Hug, hijo de Ansulf - ya muerto-, testó el "Castrum meum Rocheta" a favor de su hijo Alamany aunque no es seguro que entonces ya hubiera sido conquistado el castillo. Fue, pues, del linaje de los Cervelló -a pesar de que en 1029, un cierto caballero, llamado Humbert, el señoreaba también-. También sabemos que un sobrino de Hug de Cervelló, Bernat Sendred, estaba en litigio con la iglesia de Vic a causa de la delimitación del territorio de Tous el año 1030.
En 1043, el señor de este castillo era  Alemany de Cervelló y, de hecho, la iglesia dedicada a San Miguel, fue consagrada aquel año por el Abad Oliba. En 1168 parece que la castellanía recayó en Guillem de Montagut aunque la señoría continuaba en manso de los Alamany. Guerau Alamany, en 1193, lo pasó al hijo Guillem de Cervelló.
El 1226, por legado de Guerau Alemany de Cervelló pasó al dominio del monasterio de Santes Creus quedando bajo su control -en 1311 fue firmado un convenio entre el Abad y Pere de Tous para definir los límites de los respectivos castillos-. El 1358, Pedro IV de Aragónm transfirió el lugar de la Roqueta, que entonces pertenecía a la vegueria de Cervera, a la vegueria de Vilafranca del Penedès. El fogaje del 1365-70 asignó 10 fuegos al "castillo de Roqueta" pertenecientes al Abad de Santes Creus y dentro de la vegueria de Vilafranca. Durante el año 1381 esta cifra había caído a 5 hogares.
A finales del siglo XIX, se escribía de este castillo: "Únicamente quedan una cerradura de pared y algún trozo de mina, que sale a la cumbre de la sierra por la parte de la casa Caselles".